# Joaquim Santana
Joaquim Santana da Silva Guimarães, conosciuto semplicemente come Joaquim Santana (Catumbela, 22 marzo 1936 – Freamunde, 24 aprile 1989), è stato un calciatore portoghese, centrocampista noto per la sua militanza col Benfica.

## Caratteristiche tecniche
Mezz'ala destra esile, faceva della notevole tecnica e della creatività le sue armi migliori, dando anche il proprio apporto in fase realizzativa e giocando sempre in funzione della squadra. Era inoltre abile sia nei passaggi brevi che in quelli in profondità.

## Carriera
Dopo aver giocato in Angola con lo Sport da Catumbela, giunse a Lisbona nel 1954 ed entrò a far parte delle giovanili del Benfica, vincendo subito il titolo juniores. Con la squadra maggiore, della quale fece parte a partire dal 1956, vinse poi sette campionati, quattro coppe nazionali e due Coppe dei Campioni. Nell'anno della sua prima conquista in quest'ultima manifestazione (1961) registrò 9 presenze e segnò 4 gol, uno dei quali in finale contro il Barcellona. Nell'edizione successiva non disputò la finale, in quanto gli fu preferito Eusébio. Lasciò il Benfica nel 1967 e passò successivamente al Salgueiros. Complessivamente giocò 106 partite e segnò 50 gol nella Prima divisione portoghese.